# 질산 구리(II)
질산 구리(II)는 화학식이 Cu(NO3)2인 파란색의 고체결정으로 존재하는 무기 화합물이다. 무수상태에서 파란색 고체 결정으로 존재하며, 진공상태에서 150-200℃에서는 승화한다.

## 반응
수화된 질산 구리는 무수 상태 물질의 수화 또는 농축된 질산이나 질산 은 수용액과 금속 구리를 이용해서 만들 수 있다.
Cu + 4 HNO3 → Cu(NO3)2 + 2 H2O + 2 NO2
무수 상태의 질산 구리(II)는 금속 구리와 사산화 이질소와의 반응을 통해 얻어진다.
Cu + 2 N2O4 → Cu(NO3)2 + 2 NO

## 이용
질산 구리(II)는 다양한 용도로 쓰인다. 유기화학에서 주로 쓰이는 촉매인 산화 구리(II)를 얻기 위해 쓰인다. 질산 구리의 수용액은 직물이나 금속의 연마에 쓰인다. 일부 폭죽에 사용되기도 하며, 학교등에서 볼타 전지 반응에 쓰기도 한다.
일반인은 구매하기 힘들지만, 학교 및 기관에선 e브릭몰 보관됨 2022-02-07 - 웨이백 머신과 같은 온라인 시약벤더를 통해 구매할 수 있다